# Diana Jorgova (atléta)
Diana Jorgova, bolgárul: Диана Йоргова (Lovecs, 1942. december 9. –) olimpiai ezüstérmes bolgár atléta, távolugró.

## Pályafutása
Az 1961-es szófiai universiadén ezüstérmes lett távolugrásban. Az 1964-es tokiói olimpián hatodik helyezett lett. Az 1966-os budapesti Európa-bajnokságon ezüstérmet szerzett. Az 1972-es müncheni olimpián a nyugatnémet Heide Rosendahl mögött ezüstérmes lett. Az 1973-as rotterdami fedett pályás Európa-bajnokságon aranyérmet nyert.

## Sikerei, díjai
- Olimpiai játékok
  - ezüstérmes: 1972, München
- Európa-bajnokság
  - ezüstérmes: 1966, Budapest
- Európa-bajnokság
  - aranyérmes: 1973, Rotterdam
- Universiade
  - ezüstérmes: 1961, Szófia